# La Dolce Villa
La Dolce Villa és una pel·lícula de comèdia romàntica estatunidenca de 2025 dirigida per Mark Waters. Es va estrenar a Netflix el 13 de febrer de 2025, amb subtítols en català.

## Repartiment
- Scott Foley com a Eric
- Violante Placido com a Francesca
- Maia Reficco com a Olivia
- Giuseppe Futia com a Giovanni

## Producció
La producció va començar a principis de 2024. El rodatge va tenir lloc a Roma, l'est del Laci i la Toscana. Els interiors de la vil·la es van construir als estudis Cinecittà.